# Società Sportiva Sambenedettese 1952-1953
Questa voce raccoglie le informazioni riguardanti la Società Sportiva Sambenedettese nelle competizioni ufficiali della stagione 1952-1953.

## Rosa
| N. |                   | Ruolo | Calciatore        |
| -- | ----------------- | ----- | ----------------- |
|    | Italia (bandiera) | D     | Alberto Astraceli |
|    | Italia (bandiera) | A     | Sandro Baciocchi  |
|    | Italia (bandiera) | A     | Piero Bortoletto  |
|    | Italia (bandiera) | D     | Tommaso Brignone  |
|    | Italia (bandiera) | D     | Luciano Cacchiò   |
|    | Italia (bandiera) | A     | Etro Ferretti     |
|    | Italia (bandiera) | A     | Dino Finotto      |
|    | Italia (bandiera) | C     | Marcello Flammini |
|    | Italia (bandiera) | A     | Ernesto Jacobitti |
|    | Italia (bandiera) | D     | Leonello Lepre    |

| N. |                   | Ruolo | Calciatore           |
| -- | ----------------- | ----- | -------------------- |
|    | Italia (bandiera) | C     | Aldo Morsan          |
|    | Italia (bandiera) | A     | Rinaldo Olivieri     |
|    | Italia (bandiera) | A     | Valeriano Ottino     |
|    | Italia (bandiera) | C     | Luigi Palestini (IV) |
|    | Italia (bandiera) | P     | Piero Persico        |
|    | Italia (bandiera) | A     | Mario Raimondi       |
|    | Italia (bandiera) | D     | Carlo Tozzi          |
|    | Italia (bandiera) | A     | Filippo Traini (II)  |
|    | Italia (bandiera) | A     | Luigi Traini (I)     |
|    | Italia (bandiera) | A     | Ilio Traverso        |